# Afyon Belediye Yüntaş Gençlik ve Spor Kulübü 2016-2017
Questa voce raccoglie le informazioni riguardanti l'Afyon Belediye Yüntaş Gençlik ve Spor Kulübü nelle competizioni ufficiali della stagione 2016-2017.

## Organigramma societario
Area direttiva
- Presidente: Abdullah Aydoğan

Area tecnica
- Allenatore: Siniša Reljić
- Allenatore in seconda: İsmail Dericioğlu
- Assistente allenatore: İsmail Türkmen
- Scoutman: Darko Dobreskov

## Rosa
| N° | Nome           | Ruolo | Data di nascita  | Nazionalità sportiva |
| -- | -------------- | ----- | ---------------- | -------------------- |
| 1  | Berkan Bozan   | P     | 28 maggio 1991   | Turchia              |
| 2  | Mustafa Kırıcı | S     | 15 marzo 1982    | Turchia              |
| 4  | Demirhan Durul | O     | 5 novembre 1989  | Turchia              |
| 5  | Ahmet Arslan   | C     | 7 dicembre 1990  | Turchia              |
| 6  | Burak Köse     | P     | 5 luglio 1994    | Turchia              |
| 7  | Serhat Coşkun  | O     | 18 luglio 1987   | Turchia              |
| 8  | Erden Çevikel  | P     | 20 ottobre 1992  | Turchia              |
| 8  | Ivan Borovnjak | S     | 4 luglio 1989    | Serbia               |
| 9  | Anıl Tokat     | S     | 29 aprile 1988   | Turchia              |
| 10 | Kervin Piñerúa | O     | 22 febbraio 1991 | Venezuela            |
| 11 | Selim Yıldırım | L     | 27 marzo 1986    | Turchia              |
| 12 | Fatih Uğur     | C     | 1º gennaio 1990  | Turchia              |
| 14 | Ömer Dur       | C     | 17 agosto 1994   | Turchia              |
| 16 | Gregor Ropret  | P     | 1º marzo 1989    | Slovenia             |
| 17 | Ender Kıdoğlu  | L     | 10 aprile 1978   | Turchia              |
| 18 | Burak Hascan   | C     | 1º giugno 1978   | Turchia              |
| 19 | Willner Rivas  | S     | 2 aprile 1995    | Venezuela            |

## Statistiche

### Statistiche di squadra
| Competizione     | Punti | In casa | In casa | In casa | In trasferta | In trasferta | In trasferta | Totale | Totale | Totale |
| Competizione     | Punti | G       | V       | P       | G            | V            | P            | G      | V      | P      |
| ---------------- | ----- | ------- | ------- | ------- | ------------ | ------------ | ------------ | ------ | ------ | ------ |
| Efeler Ligi      | 23,15 | 11      | 4       | 7       | 11           | 4            | 7            | 28     | 14     | 14     |
| Coppa di Turchia | -     | 1       | 0       | 1       | 1            | 0            | 1            | 2      | 0      | 2      |
| Totale           | -     | 12      | 4       | 8       | 12           | 4            | 8            | 30     | 14     | 16     |

G = partite giocate; V = partite vinte; P = partite perse

### Statistiche dei giocatori
| Giocatore    | Efeler Ligi | Efeler Ligi | Efeler Ligi | Efeler Ligi | Efeler Ligi | Coppa di Turchia | Coppa di Turchia | Coppa di Turchia | Coppa di Turchia | Coppa di Turchia | Totale | Totale | Totale | Totale | Totale |
| Giocatore    | P           | PT          | AV          | MV          | BV          | P                | PT               | AV               | MV               | BV               | P      | PT     | AV     | MV     | BV     |
| ------------ | ----------- | ----------- | ----------- | ----------- | ----------- | ---------------- | ---------------- | ---------------- | ---------------- | ---------------- | ------ | ------ | ------ | ------ | ------ |
| A. Arslan    | 15          | 9           | 4           | 4           | 1           | 0                | 0                | 0                | 0                | 0                | 15     | 9      | 4      | 4      | 1      |
| I. Borovnjak | 15          | 169         | 127         | 19          | 23          | -                | -                | -                | -                | -                | 15     | 169    | 127    | 19     | 23     |
| B. Bozan     | 1           | 0           | 0           | 0           | 0           | 0                | 0                | 0                | 0                | 0                | 1      | 0      | 0      | 0      | 0      |
| E. Çevikel   | 4           | 4           | 2           | 0           | 2           | 0                | 0                | 0                | 0                | 0                | 4      | 4      | 2      | 0      | 2      |
| S. Coşkun    | 13          | 237         | 199         | 24          | 14          | -                | -                | -                | -                | -                | 13     | 237    | 199    | 24     | 14     |
| D. Durul     | 15          | 61          | 48          | 7           | 6           | 2                | 27               | 22               | 2                | 3                | 17     | 88     | 70     | 9      | 9      |
| Ö. Dur       | 18          | 18          | 12          | 6           | 0           | 2                | 3                | 2                | 1                | 0                | 20     | 21     | 14     | 7      | 0      |
| B. Hascan    | 28          | 219         | 151         | 64          | 4           | 2                | 14               | 8                | 6                | 0                | 30     | 233    | 159    | 70     | 4      |
| E. Kıdoğlu   | 19          | 0           | 0           | 0           | 0           | 2                | 0                | 0                | 0                | 0                | 21     | 0      | 0      | 0      | 0      |
| M. Kırıcı    | 28          | 77          | 56          | 16          | 5           | 2                | 19               | 14               | 2                | 3                | 30     | 96     | 70     | 18     | 8      |
| B. Köse      | 19          | 3           | 0           | 1           | 2           | 2                | 0                | 0                | 0                | 0                | 21     | 3      | 0      | 1      | 2      |
| K. Piñerúa   | 6           | 127         | 101         | 14          | 12          | -                | -                | -                | -                | -                | 6      | 127    | 101    | 14     | 12     |
| W. Rivas     | 27          | 323         | 290         | 18          | 15          | 2                | 31               | 24               | 5                | 2                | 29     | 354    | 314    | 23     | 17     |
| G. Ropret    | 27          | 90          | 35          | 29          | 26          | 2                | 8                | 5                | 1                | 2                | 29     | 98     | 40     | 30     | 28     |
| A. Tokat     | 13          | 51          | 38          | 5           | 8           | 1                | 1                | 1                | 0                | 0                | 14     | 52     | 39     | 5      | 8      |
| F. Uğur      | 26          | 191         | 125         | 54          | 12          | 2                | 16               | 10               | 6                | 0                | 28     | 207    | 135    | 60     | 12     |
| S. Yıldırım  | 11          | 0           | 0           | 0           | 0           | 1                | 0                | 0                | 0                | 0                | 12     | 0      | 0      | 0      | 0      |

P = presenze; PT = punti totali; AV = attacchi vincenti; MV = muri vincenti; BV = battute vincenti